# Vaticaanse Pinacotheek

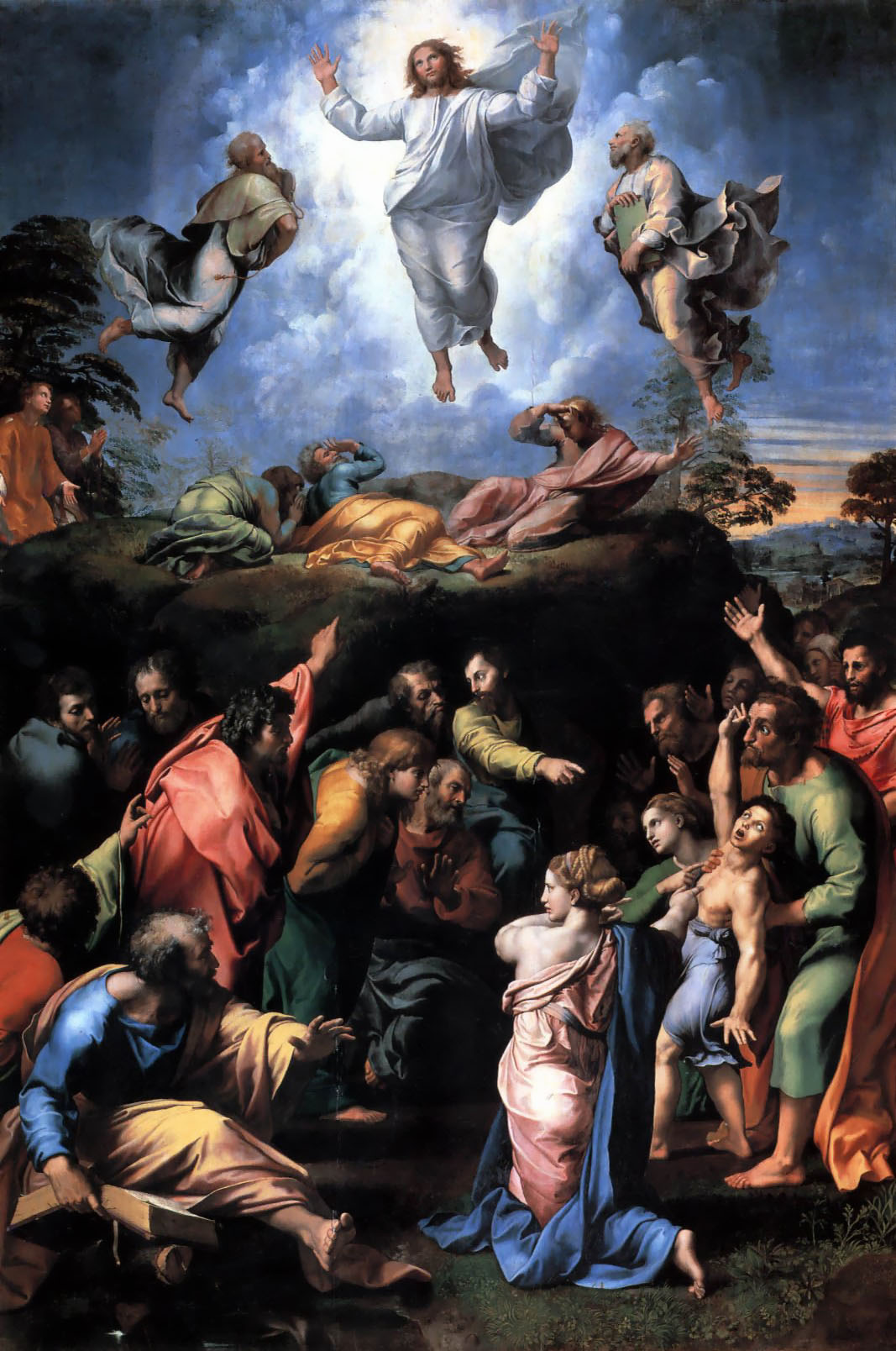
Rafaël, De transfiguratie, Vaticaanse Musea, Rome

De Vaticaanse Pinacotheek gelegen op de begane grond (rechts van de ingang) is een onderdeel van de Vaticaanse Musea in Vaticaanstad.
Hier is een grote verzameling schilderijen te zien van onder andere Rafaël, Leonardo da Vinci, Titiaan, Caravaggio en Veronese.
In een afzonderlijke ruimte hangen de tien wandtapijten van de reeks Handelingen van de Apostelen, gemaakt voor de Sixtijnse Kapel. Ze zijn ontworpen door Rafaël en geweven door het atelier van Pieter van Edingen.